# Podhradská kotlina (Slovensko)
Podhradská kotlina je geomorfologický podcelek Hornádské kotliny. Rozkládá se na Spiši v okolí Spišského Podhradia, podle kterého je pojmenována.

## Vymezení
Kotlina zabírá severovýchodní část geomorfologického celku a táhne se západo-východním směrem mezi obcemi Spišský Hrhov na západě a Beharovce na východě. Obklopují ji jen dva jiné podcelky, a to na severu Levočské planiny, patřící do Levočských vrchů, a Medvedie chrbty, které příslušejí do Hornádské kotliny.

## Ochrana přírody
V této části Spiše je několik přírodních a kulturních pamětihodností. Minerální prameny zde lákaly lidi už v pravěku a vytvořily jedinečné travertinové kupy a jezírka. Chráněné jsou Sivá Brada, Sobotisko a Pažitské jezírko, na dohled je také Spišský hradní vrch se Spišským hradem, Ostrá hora a Dreveník, patřící však do podcelku Medvedie chrbty. 

## Kulturní památky
Mezi unikátními památkami zapsanými v seznamu světového dědictví UNESCO jsou i Levoča, Spišský hrad a památky okolí. Z nich jsou v Podhradské kotlině atraktivní Spišská Kapitula, město Spišské Podhradie a Žehra s pozdně románským kostelem svatého Ducha.

## Doprava
Tímto územím vede v trase dálnice D1 Evropská silnice E50, jakož i silnice I/18 z Popradu do Prešova. Železniční dopravu zastupuje pouze lokální trať do Spišského Podhradia.